# マリー・アウグステ・フォン・アンハルト
マリー・アウグステ・フォン・アンハルト（Marie Auguste Prinzessin von Anhalt, 1898年6月10日 - 1983年5月22日）は、ドイツのアンハルト公エドゥアルトの娘で、プロイセン王子ヨアヒムの妃。

## 生涯
アンハルト公子エドゥアルトとその妻でザクセン＝アルテンブルク公子モーリッツの娘であるルイーゼの間の次女としてバレンシュテットで生まれた。全名はマリー・アウグステ・アントイネッテ・フリーデリケ・アレクサンドラ・ヒルダ・ルイーゼ（Marie Auguste Antoinette Friederike Alexandra Hilda Luise）。父エドゥアルトは1918年に公爵位を継いだが、その年のうちに急死した。1916年3月11日にベルリンにおいて、ドイツ皇帝ヴィルヘルム2世の末息子であるプロイセン王子ヨアヒムと結婚した。夫妻の間には翌1917年、長男のカールが誕生した。
アウグステはドイツ革命後まもなくヨアヒムと離婚したが、ヨアヒムは1920年7月18日にポツダムで自殺した。ヨアヒムは鬱病だったと言われているが、離婚が彼の大きな精神的負担になったのは間違いなかった 。
ヨアヒムの死後、その次兄アイテル・フリードリヒ王子が遺児カールを養育することになった。しかし1921年にこの状態は違法との判決が下り、実母のマリー・アウグステにカールの全面的な養育権が認められた。この裁判ではヨアヒムに仕えた大勢の召使やアイテル・フリードリヒが、マリー・アウグステは自ら家庭を捨てた女で、子供を養育する資格のある人間でないと証言したが、マリー・アウグステの嘆願が実って彼女に有利な判決が出た。
1922年、マリー・アウグステは、ヨアヒムとの結婚契約ではホーエンツォレルン家が彼女の生活を経済的に援助する約束であるとして、元義父のヴィルヘルム2世を訴えた。皇帝側はホーエンツォレルン家の家内法はもはや無効であるため、皇帝にマリー・アウグステを援助する義務はないと主張した。1926年9月27日、マリー・アウグステはベルリンにおいて幼友達のヨハネス＝ミヒャエル・フォン・ロエン男爵（Johannes Michael Freiherr von Loën）と再婚したが、1935年に離婚した。
晩年、経済的に苦しくなったマリー・アウグステは、複数の人間と養子縁組をして、家名を与える代わりに養子たちから金を受け取った。資料上は35人を数えるという。1980年、彼女はマッサージ師のハンス・ロベルト・リヒテンベルク（Hans Robert Lichtenberg）を養子にとり、リヒテンベルクはフレデリック・プリンツ・フォン・アンハルトを名乗って欧米の社交界に出入りするようになった（ただし、マリー・アウグステの実家アンハルト公爵家はフレデリックを一族の人間と認めていない）。フレデリックは1986年に女優のザ・ザ・ガボールと結婚し、その9番目の夫になった。フレデリックも売春業者などの実業家複数と養子縁組をして、アンハルト公子（プリンツ・フォン・アンハルト）を名乗らせている。
1983年、マリー・アウグステはエッセン（ノルトライン＝ヴェストファーレン州デュッセルドルフ行政管区）で亡くなった。84歳だった。

## 子女
最初の夫ヨアヒムとの間に息子を1人もうけた。
- カール・フランツ・ヨーゼフ・ヴィルヘルム・フリードリヒ・エドゥアルト・パウル（1916年 - 1975年）